# فولن (کوه‌های آلپ شویتز)
فولن (به لاتین: Fulen) یک کوه در سوئیس است که در کانتون آوری واقع شده‌است. فولن ۲٬۴۹۰ متر بالاتر از سطح دریا واقع شده‌است.